# Jhong
Jhong (nep. झोङ) – gaun wikas samiti w zachodniej części Nepalu w strefie Dhawalagiri w dystrykcie Mustang. Według nepalskiego spisu powszechnego z 2001 roku liczył on 87 gospodarstw domowych i 489 mieszkańców (277 kobiet i 212 mężczyzn).